# Songthela
Songthela ONO, 2000 è un ex-genere di ragni appartenente alla famiglia Liphistiidae.

## Etimologia
Il nome deriva dall'aracnologo cinese Daxiang Song (9 maggio 1935 - 25 gennaio 2008), del dipartimento di zoologia della Soochow University, e dal greco θηλή, thelè, che significa capezzolo, ad indicare la forma che hanno le filiere.

## Caratteristiche
La peculiarità distintiva di questo genere rispetto ai due affini Ryuthela ed Heptathela, in cui nel 2011 è rifluito, è nei genitali femminili: sono presenti due paia di spermateche, di cui il paio principale è posto in posizione mediana e l'altro alla base delle bursae principali.

## Comportamento
I ragni di questo genere edificano cunicoli a porta-trappola con alla sommità una porta di forma ovale che li ricopre, incardinata di traverso lungo il diametro maggiore.

## Habitat
Il loro habitat principale la foresta primaria.

## Distribuzione
Sono diffusi in Cina, dalla regione dello Zhejiang allo Hunan.

## Tassonomia
Questo genere nel 2003 venne considerato un sinonimo posteriore del genere Sinothela dall'aracnologo Joachim Haupt e quindi assurgere al rango di genere proprio grazie allo stesso Haupt, che ha sempre sostenuto la monofilia di queste specie.
Nel 2011 un lavoro degli aracnologi Schwendinger e Ono del 2011, ha accorpato questo genere ad Heptathela Kishida, 1923
Attualmente, a giugno 2012, le quattro specie attribuite a questo genere sono state ridenominate come appartenenti al genere Heptathela Kishida, 1923::
- Songthela hangzhouensis (Chen, Zhang & Zhu, 1981)[6] — Cina
- Songthela heyangensis (Zhu & Wang, 1984) — Cina
- Songthela schensiensis (Schenkel, 1953) — Cina
- Songthela sinensis (Bishop & Crosby, 1932) — Cina